# 毛天料木
毛天料木（学名：Homalium mollissimum）为大风子科天料木属下的一个种。

## 扩展阅读
- 維基物種上的相關：毛天料木